# Agassizia
Genre
Agassizia est un genre d'oursins irréguliers de la famille des Prenasteridae.

## Description

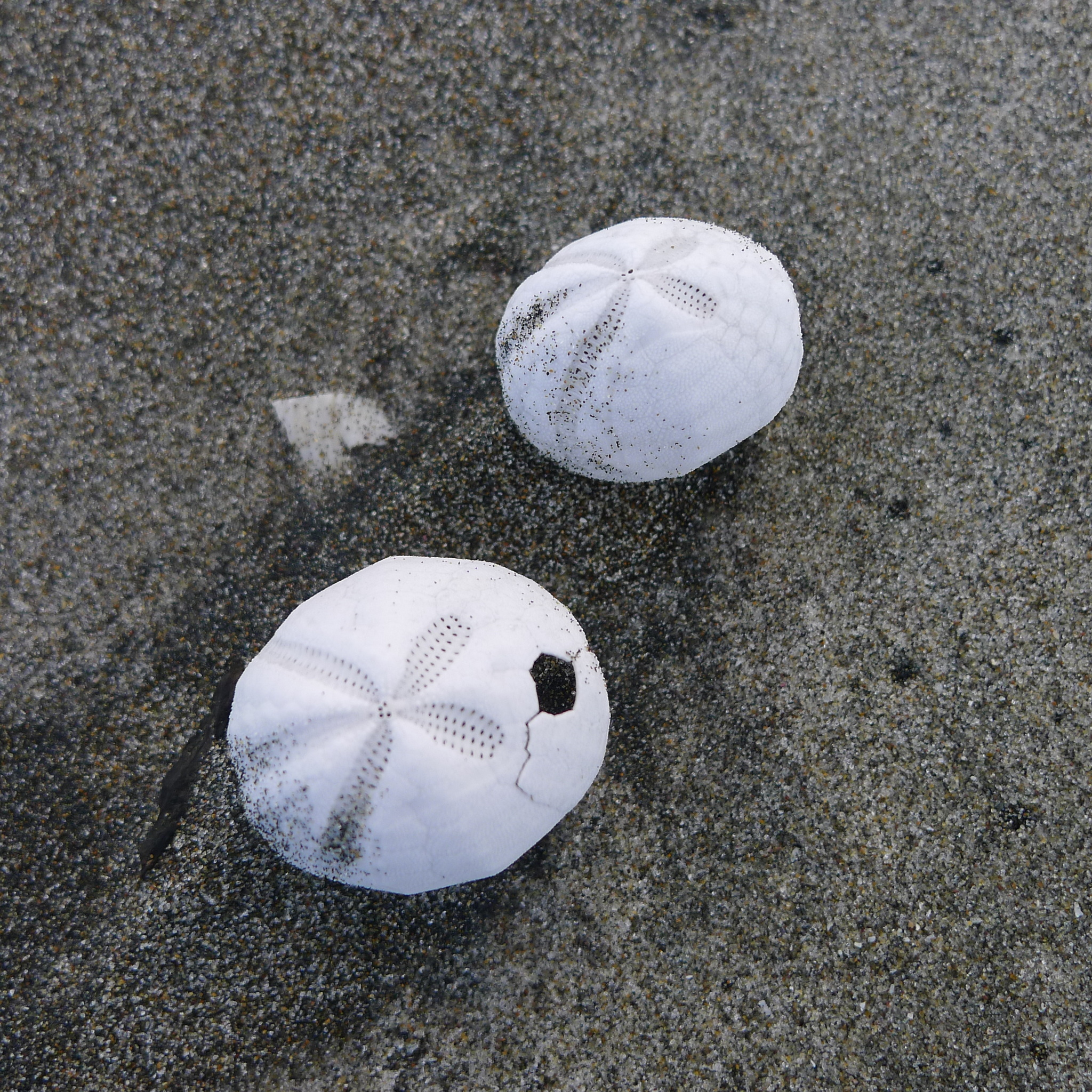
Agassizia scrobiculata échoués sur une plage de Basse-Californie.

Ce sont des Prenasteridae sans dépression frontale, ni pores spécialisés dans l'ambulacre antérieur contrairement à Anisaster. Le système apical est en position centrale arrière contrairement à Prenaster position avant).

## Liste des espèces
Selon World Register of Marine Species (23 juillet 2024) :
- Agassizia excentrica A. Agassiz, 1869 -- Caraïbes
- Agassizia scrobiculata Valenciennes, 1846 -- Côtes pacifiques de l'Amérique centrale
- † Agassizia aequipetala Gregory, 1892
- † Agassizia algarbiensis Da Veiga Ferreira, 1962
- † Agassizia alveari Sánchez Roig, 1949
- † Agassizia avilensis Sánchez Roig, 1949
- † Agassizia camagueyana Weisbord, 1934
- † Agassizia caobaensis Sánchez Roig, 1953
- † Agassizia caribbeana Weisbord, 1934
- † Agassizia cyrenaica Desio, 1929
- † Agassizia eugeniae Brito & Ramires, 1974
- † Agassizia flexuosa Sánchez Roig, 1949
- † Agassizia guanensis Sánchez Roig, 1951
- † Agassizia lamberti Palmer in Sánchez Roig, 1949
- † Agassizia pinarensis Sánchez Roig, 1952
- † Agassizia regia Israelsky, 1924
- † Agassizia (Anisaster) arabica Kier, 1972a
- † Agassizia (Anisaster) mossomi Cooke, 1942
- † Agassizia (Anisaster) wilmingtonica Cooke, 1942

## Systématique
Le nom valide complet (avec auteur) de ce taxon est Agassizia Valenciennes, 1846.
Agassizia a pour synonymes :
- Agassisia Valenciennes, 1846
- Agassizia (Agassizia) Valenciennes, 1846

## Publication originale
- Valenciennes, A. 1846. [Zoophytes] in A. du Petit-Thouars Voyage autour de monde sur la frégate La Vénus, pendant les années 1836-1839. Atlas de Zoologie Gide et Cie, Paris.